# Julien Alfred
Julien Alfred (ur. 10 czerwca 2001 w Castries) – lekkoatletka reprezentująca Saint Lucia, sprinterka specjalizująca się w biegach na 60 i 100 m. Mistrzyni olimpijska z 2024 w biegu na 100 m i wicemistrzyni na 200 m.

## Osiągnięcia
W roku 2024, w Glasgow zdobyła złoty medal na halowych mistrzostwach świata w lekkoatletyce w biegu na 60 m kobiet. Podczas mistrzostw świata na otwartym stadionie (2023), 2-krotnie wystąpiła w finałach biegów sprinterskich. Na dystansie 100 m zajęła 5.miejsce, natomiast bieg na 200 m ukończyła na 4. pozycji. Złota medalistka Igrzysk Ameryki Środkowej i Karaibów – San Salvador 2023 w biegu na 100 m. W latach 2022–2023 siedmiokrotnie zdobywała tytuł mistrzowski National Collegiate Athletic Association (NCAA): 5 indywidualnie i 2 w sztafetach.
W 2024 roku została mistrzynią olimpijską w biegu na 100 m, ustanawiając czasem 10,72 s rekord kraju. Jest to pierwszy w historii medal olimpijski dla Saint Lucia. Kilka dni później zdobyła również srebrny medal w biegu na 200 m.

## Rekordy życiowe
źródło: 

### indywidualne
- 60 m – 6,94 s (Albuquerque, 11.03.2023) – wyrównanie rekordu Ameryki Północnej – 2. wynik w historii halowej lekkoatletyki
- 100 m – 10,72 s (-0,1 m/s, Paryż, 03.08.2024) – rekord Saint Lucia, 9. wynik w historii światowej lekkoatletyki
- 200 m – 21,71 s (-0,6 m/s, Londyn, 19.07.2025) – rekord Saint Lucia, 9. wynik w historii światowej lekkoatletyki
- 200 m hala – 22,01 s (Albuquerque, 11.03.2023) – rekord Saint Lucia – 2. wynik w historii halowej lekkoatletyki
- 300 m – 36,05 s (Miramar, 05.04.2025) – rekord Saint Lucia
- 400 m – 52,97 s (Clemson, 14.02.2025)

### w sztafetach
- 4x100 m – 41,55 s (Austin, 08.06.2023), I zmiana w sztafecie reprezentującej Teksas, 5. wynik w historii
- 4x200 m – 1:27,05 s (Austin, 30.03.2024)
- 4x400 m – 3:23,27 s (Austin, 01.04.2023), III zmiana w sztafecie reprezentującej Teksas